# Japonska Formula 2 sezona 1982
Japonska Formula 2 sezona 1982 je bila peto prvenstvo Japonske Formule 2, ki je potekalo med 14. marcem in 7. novembrom 1982. 

## Koledar dirk
| Št | Dirkališče | Država   | Datum         | Krogi | Razdalja       | Čas        | Hitrost | Zmagovalec        | Pole              | Najh. krog        |
| -- | ---------- | -------- | ------------- | ----- | -------------- | ---------- | ------- | ----------------- | ----------------- | ----------------- |
| 1  | Suzuka     | Japonska | 14. marec     | 30    | 6.000=180 km   | 56'40.65   |         | Satoru Nakajima   | Kenji Matsumoto   | Kenji Matsumoto   |
| 2  | Fuji       | Japonska | 11. april     | 35    | 4.360=152,6 km | 44'44.2    |         | Kenji Takahashi   | Kazuyoshi Hoshino | Kenji Takahashi   |
| 3  | Suzuka     | Japonska | 30. maj       | 30    | 6.000=180 km   | 1h06'40.07 |         | Satoru Nakajima   | Kenji Matsumoto   | Naohiro Fujita    |
| 4  | Suzuka     | Japonska | 4. julij      | 30    | 6.000=180 km   | 57'55.2    |         | Kazuyoshi Hoshino | Kazuyoshi Hoshino | Kazuyoshi Hoshino |
| 5  | Suzuka     | Japonska | 26. september | 30    | 6.000=180 km   | 58'17.34   |         | Satoru Nakajima   | Satoru Nakajima   | Satoru Nakajima   |
| 6  | Suzuka     | Japonska | 7. november   | 35    | 6.000=210 km   | 1h15'52.03 |         | Satoru Nakajima   | Stefan Johansson  | Kazuyoshi Hoshino |